# Xavier Ronsin
Pour les articles homonymes, voir Ronsin.
Xavier Ronsin, né le 4 février 1957 à Beaune, est un magistrat français.

## Biographie

### Famille et formation
Xavier Jean Marie Ronsin naît le 4 février 1957 à Beaune du mariage d'Hector Ronsin, commerçant, et de Paule Fluzin.
Après des études secondaires au collège Monge et au lycée Clos Maire à Beaune, Xavier Ronsin poursuit des études supérieures à la faculté de droit de Dijon où il obtient une maîtrise de droit privé. Il est diplômé de l'Institut d'études judiciaires de Dijon et lauréat du concours d'accès à l'École nationale de la magistrature (ENM) en 1978.
Le 22 décembre 1984, il épouse Evelyne Chevallier. De ce mariage, naissent trois fils et a trois fils.

### Carrière de magistrat
À sa sortie de l'École, il est nommé juge d'instruction à Lorient de 1982 à 1988, puis à Chartres en 1989-1990. En 1991, il est nommé procureur de la République au tribunal de grande instance de Roanne. De 1994 à 2002, il est substitut général à Angers. De 1999 à 2002, il est aussi membre du conseil d'administration de l'ENM.
En 2002, il est nommé à l'administration centrale du ministère de la Justice, comme chef de service et adjoint au directeur de l'administration pénitentiaire.
Il est avocat général à la Cour d'appel de Rennes de 2004 à 2008. Il est alors chargé de la juridiction interrégionale spécialisée en matière de criminalité organisée et de délinquance économique et financière. En 2005-2006, il participe aussi aux travaux d'une commission santé-justice créée par le Sénat, qui concerne l'attitude de la justice à l'égard des délinquants souffrant de troubles psychiatriques. Il est aussi auditeur à l'IHEDN en 2007-2008.
Il est procureur de la République au tribunal de grande instance de Nantes de 2008 à 2012. Il s'occupe alors de l'affaire Dupont de Ligonnès,.

### Directeur de l'École nationale de la magistrature
Il dirige l'École nationale de la magistrature (ENM) de 2012 à 2016. À ce poste, « Xavier Ronsin tente de redonner du lustre à une profession sans cesse décriée », avec comme objectif de « recruter de jeunes juristes aussi rigoureux qu'empathiques ». Le 8 avril 2016, il reçoit le président de la République François Hollande et le garde des Sceaux Jean-Jacques Urvoas à Bordeaux pour la cérémonie de serment par les élèves qui deviennent magistrats,. Lorsque Xavier Ronsin quitte la direction de l'École, Bertrand Louvel, premier président de la cour de cassation et président du conseil d'administration de l'ENM, déclare : « Nous n’oublierons pas que vous avez restauré l’attractivité du concours de l’École nationale de la magistrature ... Grâce à [votre] esprit de synergie, vous avez réussi le quasi-triplement de la promotion des auditeurs en cinq ans ».

### Premier président de la cour d'appel de Rennes
En 2016, il est désigné comme premier président de la cour d'appel de Rennes. Le garde des Sceaux, Jean-Jacques Urvoas, participe personnellement à son installation, au cours de laquelle Ronsin déclare souhaiter qu'une classe préparatoire publique au concours d'entrée à l'ENM soit mise en place en Bretagne. En 2020, il est élu président de la conférence nationale des premiers présidents de cours d'appel.

### Candidat malheureux à la première présidence de la Cour de cassation
En 2022, il présente sa candidature pour le poste de premier président de la cour de cassation. Comme les deux autres candidats, il rédige à cette occasion une note d'intention de 10 pages.
Peu avant l'élection, qui a lieu le 4 mai 2022, il est favori pour occuper le poste,,. Toutefois, c'est Christophe Soulard qui est finalement élu par le Conseil supérieur de la magistrature (CSM). Ce choix du CSM a été interprété par certains médias comme une préférence donnée à un technicien préoccupé de l'unité de la jurisprudence par rapport à un pédagogue et manager,.

### Conseiller justice du président de la République
Xavier Ronsin est nommé conseiller pour la justice du président de la République Emmanuel Macron à compter du 1er septembre 2022, dans un contexte où les conclusions des États généraux de la Justice viennent d'être remises au président, et où il convient d'en tirer les conclusions, et notamment « d’apaiser les tensions multiples accumulées depuis des mois entre l’exécutif et la magistrature ». Il remplace à ce poste Hélène Davo.

## Autres activités
À deux reprises, en 2001 et en 2007, il fait partie de comités d'orientation de la loi pénitentiaire française.
Il participe à partir de 2009 à la CNCDH.
Expert auprès du Conseil de l'Europe à partir de 2003, il participe à la rédaction des règles pénitentiaires européennes adoptées début 2006. À partir de 2007, il participe au Comité européen pour la prévention de la torture et des peines ou traitements inhumains ou dégradants du Conseil de l'Europe.

## Distinctions
- Officier de l'ordre national du Mérite
- Officier de la Légion d'honneur
- Officier de l'ordre de Saint-Charles

Le 14 novembre 2002, il est nommé au grade de chevalier dans l'ordre national du Mérite au titre de « chef de service, adjoint au directeur de l'administration pénitentiaire ; 23 ans de services civils et militaires » puis fait chevalier le 7 février 2003. Il est promu au grade d'officier le 13 mai 2016 au titre de « directeur de l'École nationale de la magistrature ».
Le 13 juillet 2006, il est nommé au grade de chevalier dans l'ordre national de la Légion d'honneur au titre de « avocat général près la cour d'appel de Rennes ; 27 ans de services civils et militaires ». puis fait chevalier le 26 janvier 2007. Il est promu au grade d'officier le 13 juillet 2022 au titre de « premier président de la cour d'appel de Rennes ».
Le 17 novembre 2024, il est nommé au grade d'officier dans l'ordre de Saint-Charles au titre de « conseiller Justice de la présidence de la République française ».